# Louis le Brocquy
Louis le Brocquy (født 10. november 1916 i Dublin, død 25. april 2012 i Dublin) var en irsk maler. Louis le Brocquys arbejde fik stor international opmærksomhed og mange anerkendelser i en karriere, der spændte over halvfjerds år for kreativ praksis. I 1956 repræsenterede han Irland på Venedig Biennalen, vandt Premio Acquisito Internationale med A Familie (National Gallery of Ireland), der efterfølgende blev optaget i den historiske udstilling Fifty Years of Modern Art Bruxelles, World Fair 1958. Samme år giftede han sig med den irske maler Anne Madden og forlod London for at arbejde i det franske Midi.